# Glaswies
Glaswies ist ein Gemeindeteil der Stadt Waldsassen im oberpfälzischen Landkreis Tirschenreuth.

## Geografie
Glaswies liegt im Oberpfälzer Wald, nahe der Grenze zur Tschechischen Republik. Die Einöde liegt drei Kilometer westlich von Waldsassen.

## Geschichte
Das bayerische Urkataster zeigte Glaswies in den 1810er Jahren als Einzelgehöft, das als stattlicher Vierseithof gebaut war. Bis in die 1970er Jahre hatte Glaswies zu der aus 18 Orten bestehenden Gemeinde Kondrau gehört. Als die Gemeinde Kondrau mit der bayerischen Gebietsreform ihre Selbstständigkeit verlor, wurde Glaswies zusammen mit den Gemeindeteilen Glasmühle, Groppenheim, Kondrau, Netzstahl und Wolfsbühl in die Stadt Waldsassen eingegliedert.
| Jahr          | 001900 | 001925 | 001950 | 001961 | 001970 | 001987 |
| Einwohnerzahl | 6      | 8      | 5      | 6      | 5      | 7      |